# Microlejeunea
Microlejeunea är ett släkte av bladmossor. Microlejeunea ingår i familjen Lejeuneaceae.
Kladogram enligt Catalogue of Life:
| Microlejeunea | \| \| Microlejeunea africana \| \| \| \| \| \| Microlejeunea ocellata \| \| \| \| \| \| Microlejeunea ulicina \| \| \| \| |
|               | \| \| Microlejeunea africana \| \| \| \| \| \| Microlejeunea ocellata \| \| \| \| \| \| Microlejeunea ulicina \| \| \| \| |
|               | Microlejeunea africana |
|               | |
|               | Microlejeunea ocellata |
|               | |
|               | Microlejeunea ulicina |
|               | |